# Adam Stefan Sapieha

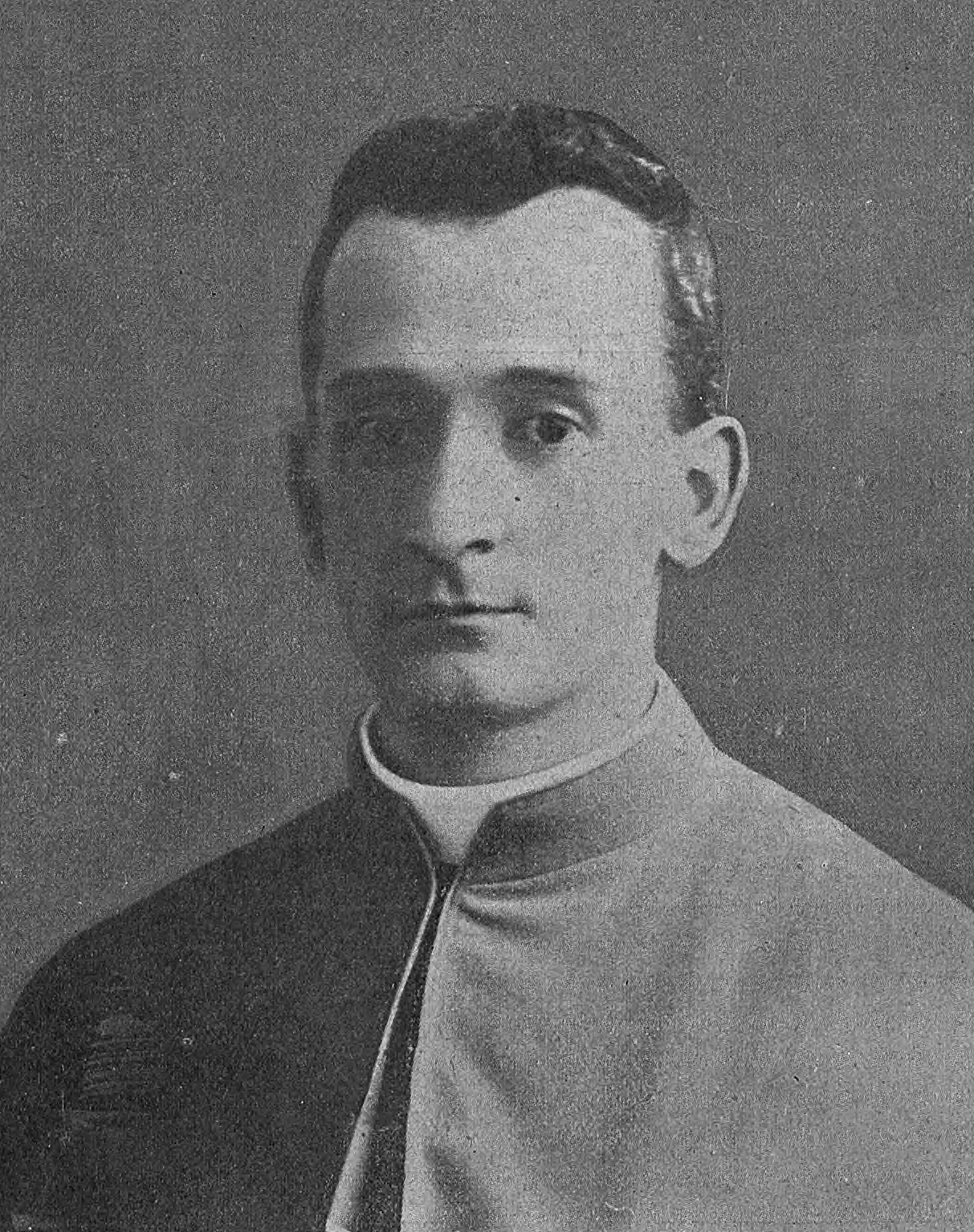
Ksiądz Adam Sapieha (najpóźniej 1911)

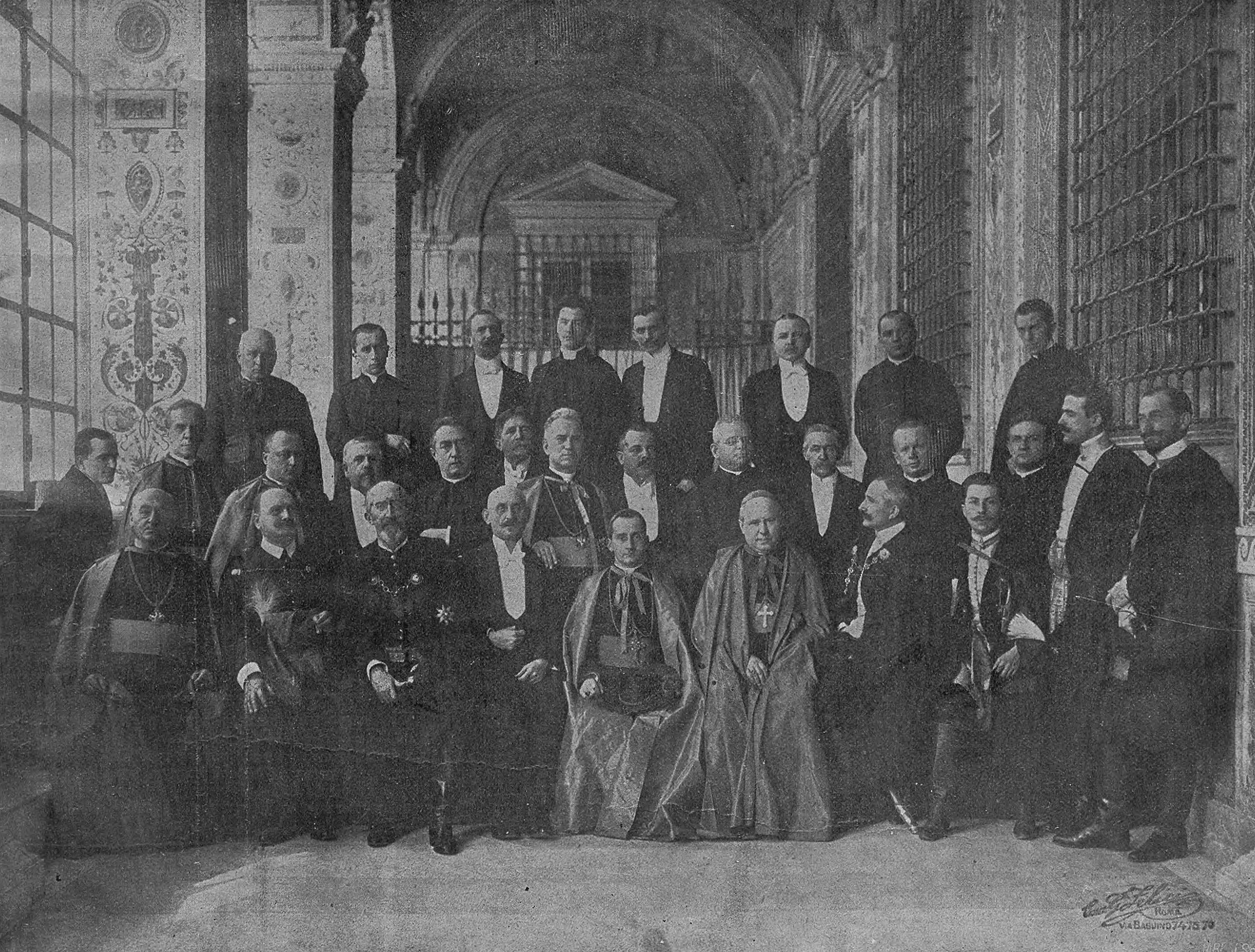
Konsekracja biskupa Adama Sapiehy (1911)

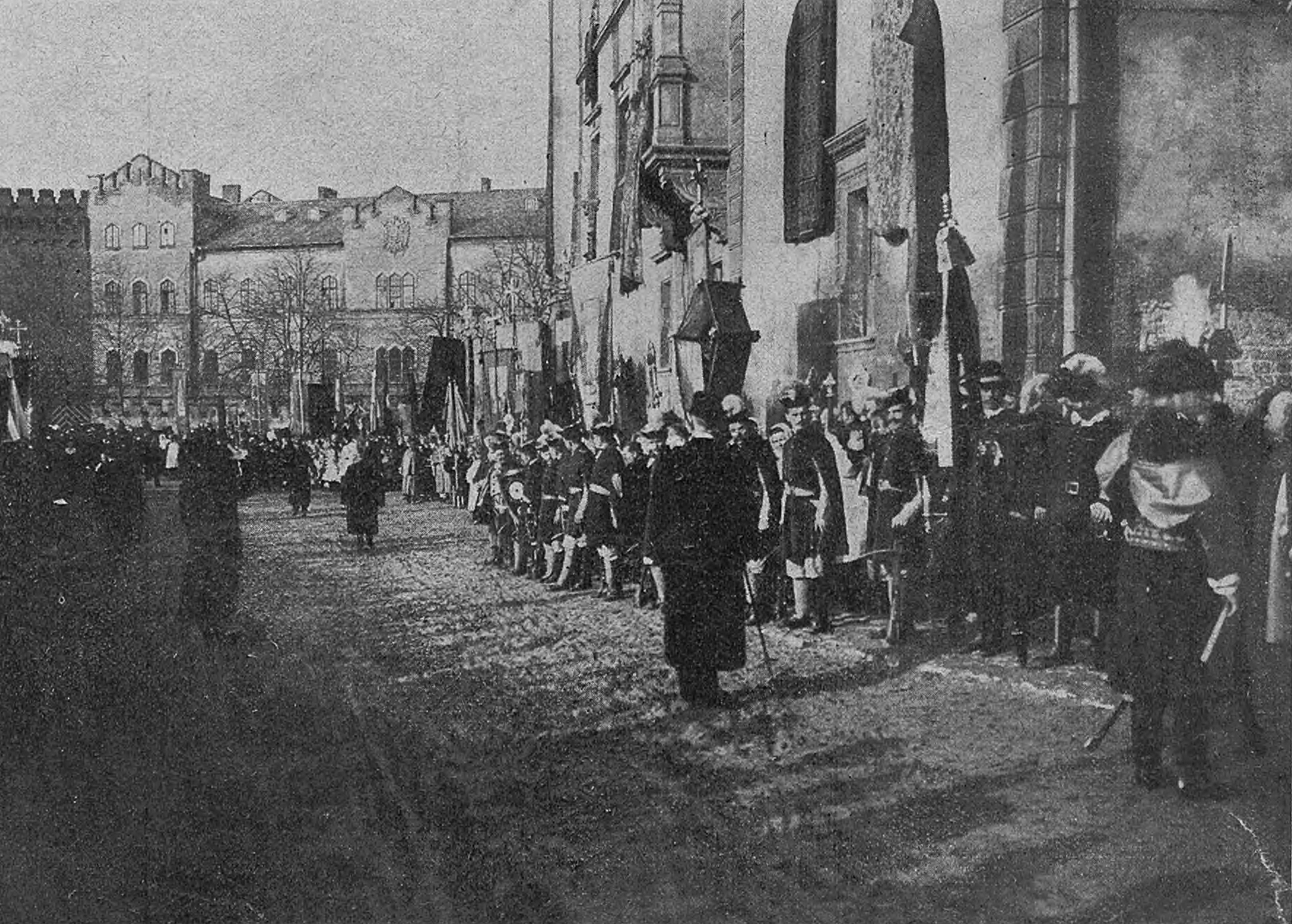
Ingres do katedry wawelskiej (1912)

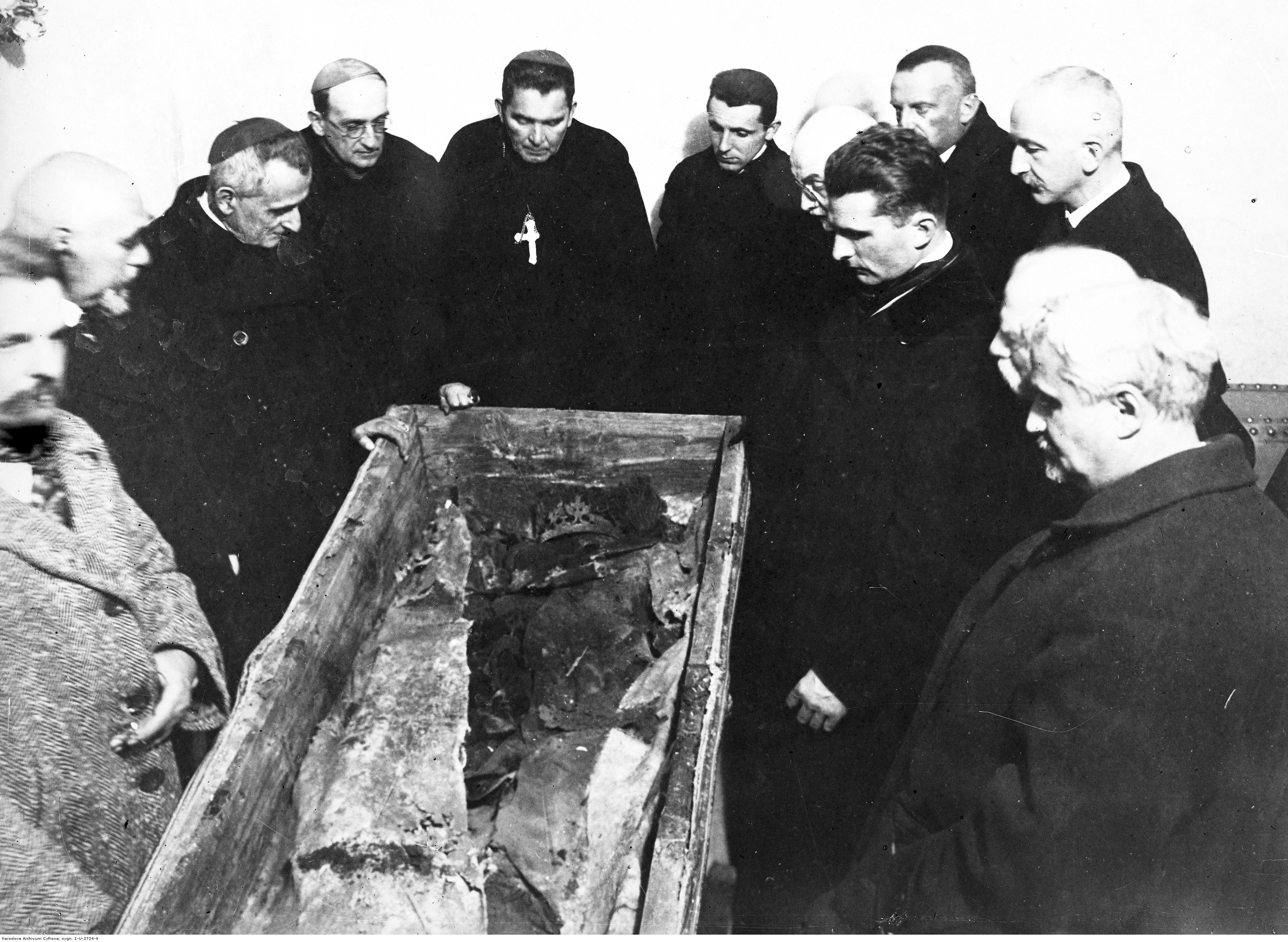
Otwarcie grobowca króla Zygmunta Augusta w Grobach Królewskich na Wawelu – Adam Sapieha trzeci od lewej (1930)

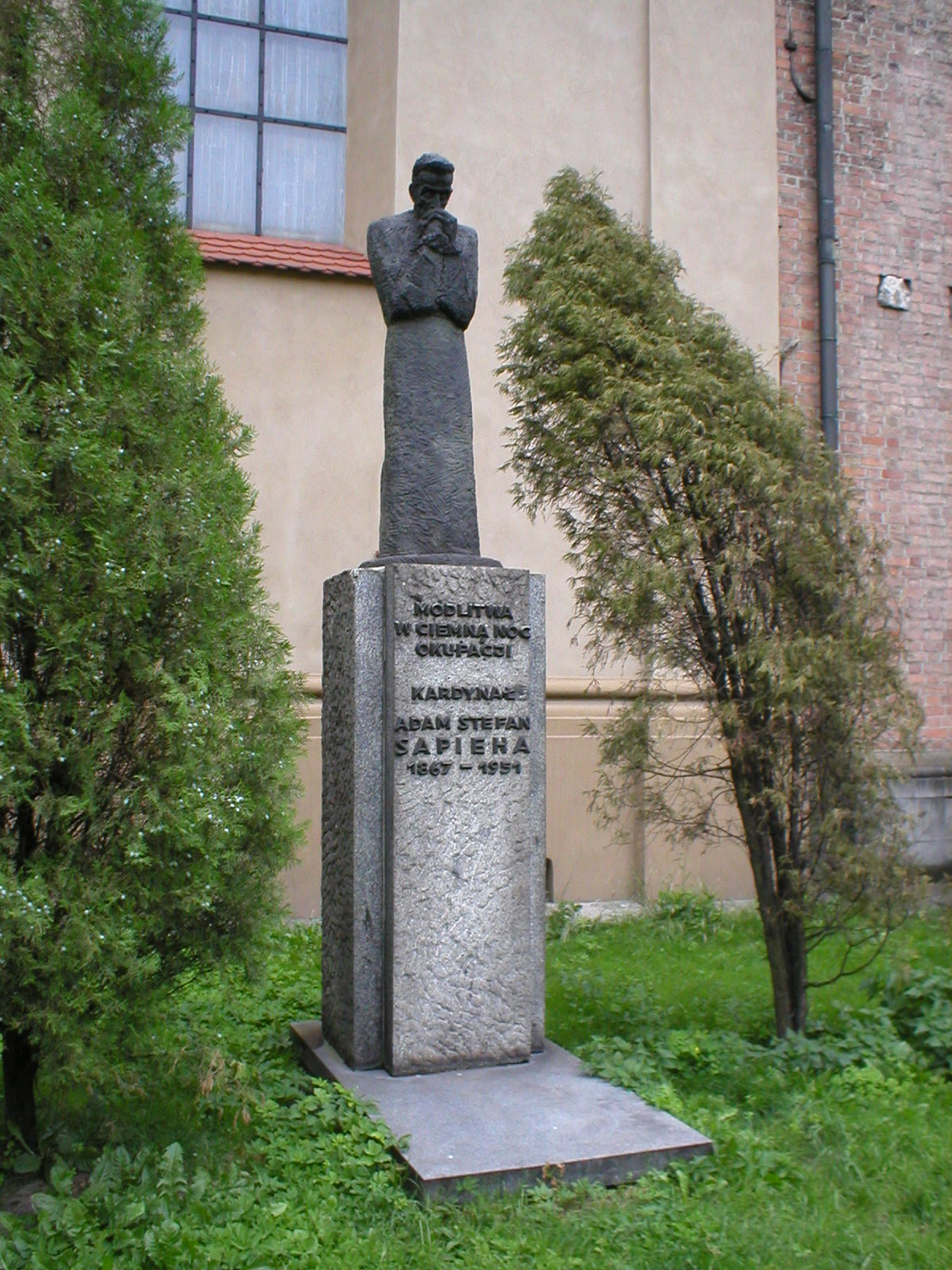
Pomnik kardynała Adama Stefana Sapiehy dłuta Augusta Zamoyskiego przy kościele franciszkanów w Krakowie

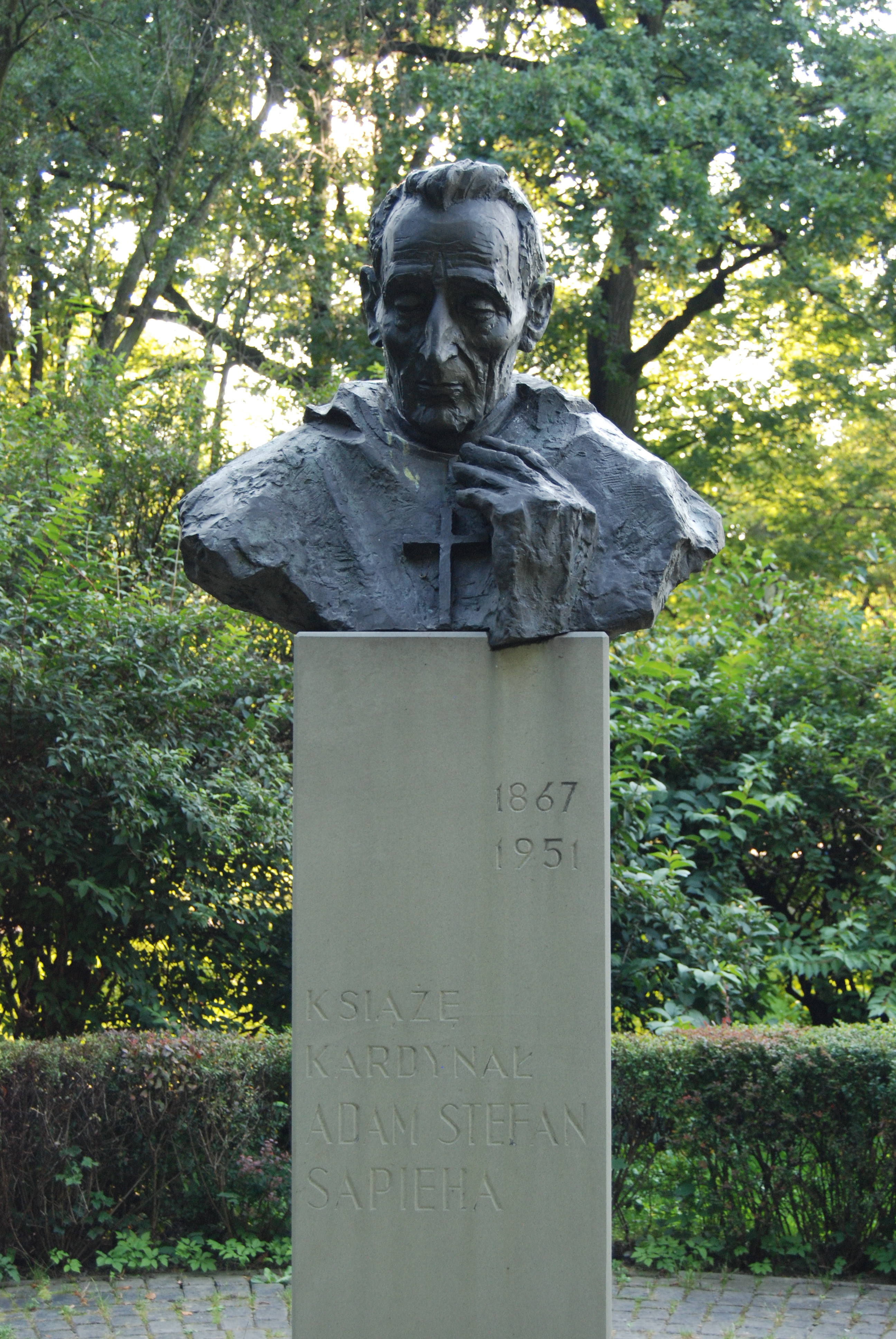
Pomnik kardynała Adama Stefana Sapiehy w parku Jordana w Krakowie

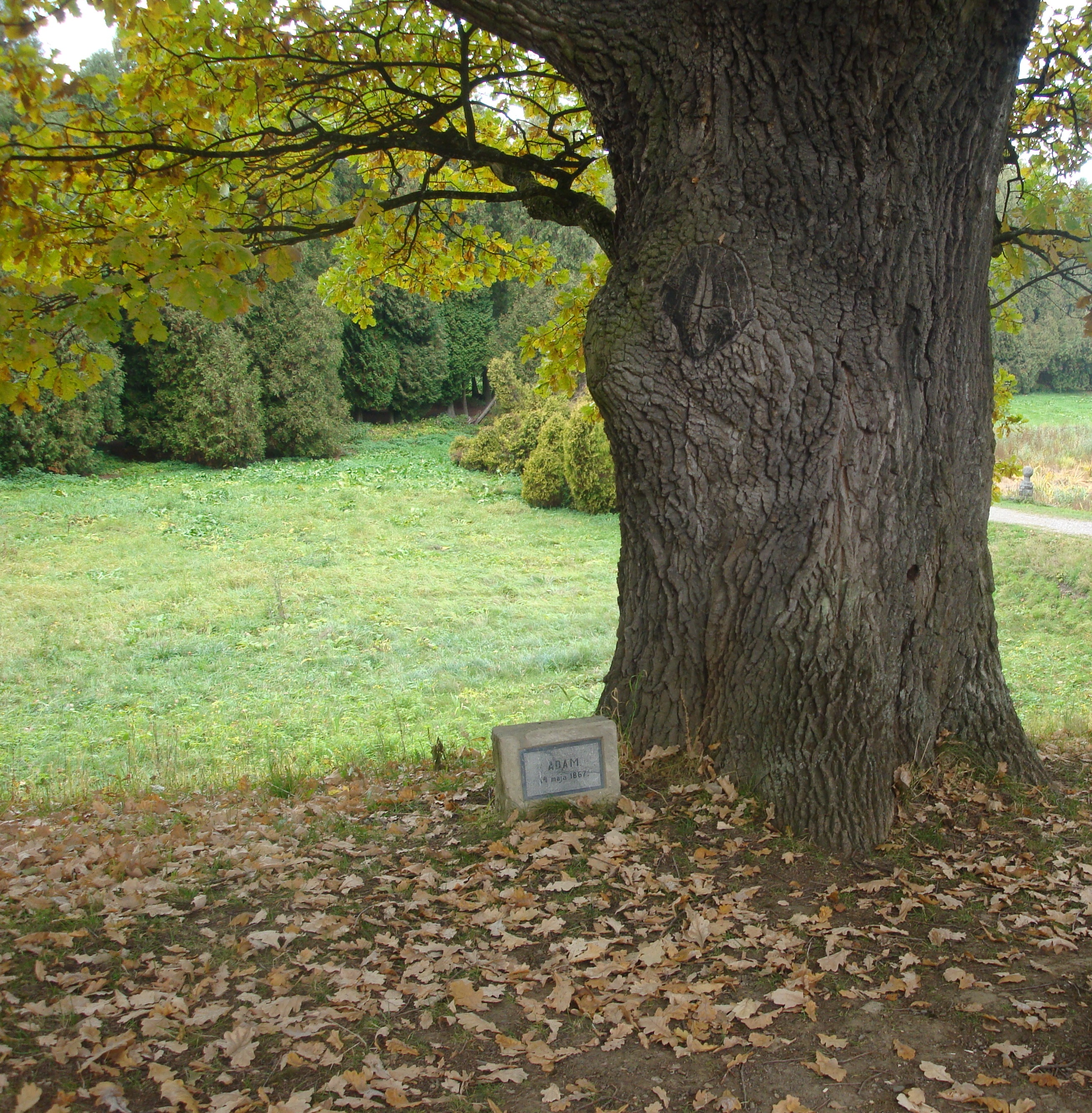
Dąb posadzony przy zamku w Krasiczynie z okazji urodzin Adama Sapiehy

Adam Stefan Stanisław Bonifacy Józef Sapiehaⓘ (ur. 14 maja 1867 w Krasiczynie, zm. 23 lipca 1951 w Krakowie) – polski duchowny rzymskokatolicki, biskup diecezjalny krakowski w latach 1911–1951 (od 1926 arcybiskup metropolita), kardynał prezbiter od 1946, senator I kadencji w II Rzeczypospolitej Polskiej w latach 1922–1923. Kawaler Orderu Orła Białego, książę siewierski, mąż stanu, przez historyków  uznawany za jedną z czołowych postaci w dziejach Kościoła polskiego I połowy XX wieku. Nazywany Księciem Niezłomnym.

## Życiorys

### Pochodzenie i początki kapłaństwa
Urodził się w rodzinie książęcej Sapiehów jako najmłodszy syn (ostatni z siedmiorga rodzeństwa) Adama Stanisława Sapiehy, działacza niepodległościowego, i Jadwigi z Sanguszków. W dzieciństwie i młodości uczestniczył w audiencjach u papieża Leona XIII, który był osobistym przyjacielem jego ojca. Świadectwo dojrzałości uzyskał w lipcu 1886 w IV Wyższym Gimnazjum we Lwowie.
Odbył studia prawnicze na Uniwersytecie Wiedeńskim (w latach 1886–1887), Uniwersytecie Jagiellońskim w Krakowie (w latach 1887–1888) oraz ponownie na Uniwersytecie Wiedeńskim (w latach 1888–1890), gdzie otrzymał absolutorium w 1891. Jednocześnie był (wraz z bratem Janem Piotrem) słuchaczem Instytutu Katolickiego w Lille. W 1890 rozpoczął studia teologiczne na uniwersytecie jezuickim w Innsbrucku i uzyskał inkardynację do archidiecezji lwowskiej, gdzie w 1892 został wpisany na trzeci rok studiów w seminarium duchownym we Lwowie. Studia teologiczne ukończył na Wydziale Teologicznym Uniwersytetu Franciszkańskiego we Lwowie.
Święcenia diakonatu otrzymał 15 lipca 1893 w kaplicy seminaryjnej we Lwowie z rąk ówczesnego biskupa pomocniczego lwowskiego Jana Puzyny, a święcenia kapłańskie 1 października 1893 tamże również z rąk biskupa Jana Puzyny. W 1894 dekretem arcybiskupa Seweryna Morawskiego został skierowany do pracy w parafii w Jazłowcu, gdzie pełnił obowiązki kapelana panien z rodzin ziemiańskich przy domu Zgromadzenia Sióstr Niepokalanego Poczęcia NMP. Ubiegał się o parafię Dunajów, został jednak wysłany do parafii Skała, której ostatecznie nie objął.
W 1895 głosił rekolekcje dla ludności polskiej na Górnym Śląsku. W październiku tego roku wyjechał na studia specjalistyczne do Rzymu, gdzie 10 lipca 1896 uzyskał stopień doktora obojga praw (kanonicznego i cywilnego) w Papieskim Ateneum Laterańskim. Równolegle studiował dyplomację w Kościelnej Akademii Szlacheckiej, doskonaląc przy tym znajomość języków: francuskiego, niemieckiego, włoskiego. Podczas pobytu w Watykanie zacieśnił więzi ze środowiskami watykańskimi: papieżem Leonem XIII oraz polskimi hierarchami przebywającymi w Rzymie – arcybiskupem Franciszkiem Symonem i kardynałem Mieczysławem Ledóchowskim.
W 1896 odbył podróż do Bośni, aby zapoznać się z warunkami życia zamieszkujących na tych terenach Polaków. Po powrocie do kraju w 1897 został mianowany sekretarzem sądu metropolitalnego, egzaminatorem prosynodalnym oraz wicerektorem seminarium duchownego we Lwowie. Rezygnację z tej ostatniej funkcji złożył 27 października 1901 z powodu zniechęcenia do narzucanych mu reguł wychowania młodych księży i lekceważenia przez przełożonych jego uwag odnośnie do tego problemu. Następnie odbył półroczną podróż po Stanach Zjednoczonych w sprawach rodzinnych. W październiku 1902 został przez arcybiskupa Józefa Bilczewskiego mianowany wikariuszem parafii św. Mikołaja we Lwowie oraz kanonikiem kapituły katedralnej, podjął także działalność jako duszpasterz sodalicji oraz organizator Związku Katolicko-Społecznego, stowarzyszenia katolickiego inspirowanego encykliką Leona XIII Rerum novarum.

### Tajny szambelan Piusa X
19 lutego 1906 został powołany do Rzymu na stanowisko szambelana papieskiego (Cameriere Segreto Partecipante della Sua Santitá) papieża Piusa X z poleceniem pełnienia misji nieformalnego ambasadora spraw polskich przy Stolicy Apostolskiej. Do jego zadań należało doradzanie w sprawach Kościoła polskiego na terenie zaborów. Była to realizacja pomysłu lwowskiego arcybiskupa ormiańskiego Józefa Teodorowicza, z którym Sapiehę łączyła wieloletnia przyjaźń. Podejmował interwencje w sprawach m.in.:
- strajku dzieci polskich we Wrześni,
- nominacji biskupich w Królestwie Polskim (odbył w związku z tym misję dyplomatyczną w Petersburgu w lipcu 1906),
- ograniczenia działalności prałata Umberta Benigniego, prowadzącego nie po myśli polskiej formalności Kościoła polskiego w Królestwie Polskim.

W 1911 współorganizował polskie biuro prasowe w Rzymie.

### Biskup krakowski – początek posługi i I wojna światowa
8 listopada 1911 cesarz Franciszek Józef mianował go biskupem diecezjalnym diecezji krakowskiej. Konsystorz papieski przyjął tę nominację 27 listopada i tego samego dnia papież Pius X ogłosił bullę nominacyjną. Sakrę biskupią Sapieha otrzymał z rąk papieża Piusa X w kaplicy Sykstyńskiej 17 grudnia 1911. Współkonsekratorami byli arcybiskup Augusto Silj, konsultor Kongregacji Soboru, oraz biskup Agostino Zampini, wikariusz generalny Watykanu. W ceremonii uczestniczyli także arcybiskup Józef Teodorowicz, arcybiskup greckokatolicki Lwowa Andrzej Szeptycki, biskup pomocniczy lwowski Władysław Bandurski, biskup pomocniczy krakowski Anatol Nowak oraz biskup przemyski Józef Sebastian Pelczar.
Ingres do katedry wawelskiej Sapieha odbył 3 marca 1912 w obecności rodziny, ośmiu biskupów, dwóch ministrów, marszałka krajowego Galicji Stanisława Badeniego oraz namiestnika Galicji Michała Bobrzyńskiego. Z okazji ingresu zorganizował poczęstunek dla ubogich w Domu Pracy na Kazimierzu.
W 1912 utworzył pierwsze w Krakowie duszpasterstwo akademickie przy kolegiacie św. Anny. W 1913 powołał przyparafialne komitety do spraw opieki nad ubogimi. Dokonał także sprowadzenia zwłok biskupa Karola Skórkowskiego do Krakowa, a w setną rocznicę śmierci księcia Józefa Poniatowskiego odprawił mszę na Błoniach.
Po wybuchu I wojny światowej był przeciwnikiem Legionów Józefa Piłsudskiego. W 1914 roku stwierdził, że Piłsudski chce stworzyć Polskę „socjalistyczną i żydowską”. Założył komitet ratunkowy dla dotkniętych klęską wojny. W marcu 1915 komitet ten otrzymał statut i nazwę: Książęco-Biskupi Komitet Pomocy dla Dotkniętych Klęską Wojny (KBK). W jego strukturach działały sekcje: sanitarna, opieki doraźnej, opieki nad dziećmi. W 1915 otrzymał Nagrodę im. Jerzmanowskich, z której wszystkie fundusze (44 000 koron) przeznaczył na utworzenie dwóch ruchomych kolumn sanitarnych (lekarz, kapłan, 10 pielęgniarek, łóżka, środki sanitarne i dezynfekcyjne) mających pomagać mieszkańcom Galicji w walce z epidemiami.
W 1916 nie zezwolił na pochówek Henryka Sienkiewicza w katedrze wawelskiej. 24 grudnia 1916 odwiedził umierającego w schronisku albertynów Adama Chmielowskiego (Brata Alberta). W 1917 interweniował u władz w sprawie zniesienia Twierdzy Kraków w celu umożliwienia mieszkańcom obrzeży miasta odbudowy domów oraz w sprawie panującego głodu. Został przewodniczącym prezydium powołanej 15 października 1917 sekcji krakowskiej c. k. Funduszu Wdów i Sierot. 3 listopada 1918 przewodniczył nabożeństwu z okazji wyzwolenia Krakowa.

### W II Rzeczypospolitej Polskiej
Mimo oczekiwań społecznych po utworzeniu niepodległego państwa polskiego Sapieha nie otrzymał nominacji kardynalskiej, którą otrzymali dwaj jego poprzednicy. 23 września 1920 papież Benedykt XV mianował go asystentem tronu papieskiego i hrabią rzymskim.
14 grudnia 1919 interweniował w Watykanie w sprawie wizytatora apostolskiego w Rzeczypospolitej Achille Rattiego ze względu na jego domniemane proniemieckie stanowisko w sprawie przynależności państwowej Górnego Śląska. Spierał się następnie z Rattim, wówczas już nuncjuszem apostolskim, sprzeciwiając się jego dążeniom do podpisania z Polską konkordatu. Sapieha, jeden z nielicznych tak ustosunkowanych w Episkopacie Polskim, był zdania, że Kościół polski powinien być całkowicie niezależny od władzy świeckiej. W przeciwieństwie do Rattiego, który zrównywał wagę tytułów prymasowskich, przynależących na skutek rozbiorów zarówno arcybiskupowi gnieźnieńskiemu, jak i arcybiskupowi warszawskiemu, domagał się uznania tradycyjnego prymatu arcybiskupa gnieźnieńskiego wśród polskich biskupów. Podczas pierwszego wspólnego powojennego zjazdu polskich biskupów w Gnieźnie (26–30 sierpnia 1919) poprosił Rattiego o opuszczenie sali obrad, gdyż, jak twierdził, „Kościół polski chce rozstrzygać swoje sprawy bez wpływów zewnętrznych”. Napięcia w relacjach pomiędzy Rattim a Sapiehą mogły przyczynić się do tego, że po niespodziewanym wyborze Rattiego na papieża Piusa XI 6 lutego 1922 biskup krakowski nie otrzymał kapelusza kardynalskiego przez cały okres jego pontyfikatu.
12 listopada 1922 Sapieha został wybrany na senatora z listy Chrześcijańskiego Związku Jedności Narodowej. Po zabójstwie prezydenta Gabriela Narutowicza zarządził nabożeństwa żałobne i wydał odezwę piętnującą zbrodnię. Było to pierwsze i ostatnie większe jego wystąpienie jako senatora, gdyż 9 marca 1923 złożył mandat, podporządkowując się papieskiemu zakazowi przyjmowania godności publicznych przez hierarchów kościelnych.
3 czerwca 1924 w trakcie zebrania Konferencji Episkopatu Polski jako jedyny jego członek głosował przeciw utworzeniu metropolii krakowskiej.

### Arcybiskup metropolita krakowski
14 grudnia 1925, półtora miesiąca po podniesieniu diecezji krakowskiej do rangi archidiecezji (28 października 1925), mianowany został przez papieża Piusa XI pierwszym arcybiskupem metropolitą krakowskim. 17 stycznia 1926 odbył ingres do katedry wawelskiej i otrzymał paliusz z rąk najstarszego sufragana metropolii, biskupa tarnowskiego Leona Wałęgi.
W okresie dwudziestolecia międzywojennego zaangażował się silnie w działalność charytatywną. W 1924 utworzył Ratunkowy Komitet Biskupi dla Niesienia Pomocy Biednym, w 1926 Komitet Pomocy dla Dotkniętych Klęską Bezrobocia, a w 1934 Caritas Archidiecezji Krakowskiej (sprzeciwiał się następnie kontrolowaniu tej instytucji przez władze świeckie). Wypowiadał się przeciwko wspólnemu uczęszczaniu do szkół dzieci katolickich i żydowskich, twierdząc, że dzieci żydowskie mają zły wpływ na dzieci katolickie. Po aresztowaniu we wrześniu 1930 przywódców opozycji i osadzeniu ich w twierdzy brzeskiej wraz z arcybiskupem Józefem Teodorowiczem, a w przeciwieństwie do kardynała Aleksandra Kakowskiego i prymasa Augusta Hlonda, ostro potępił działania władz.
W 1923 powołał Komitet Artystyczno-Doradczy Restauracji Katedry Wawelskiej. W 1927 wydał zgodę na złożenie sprowadzonych z Paryża zwłok Juliusza Słowackiego w krypcie Wieszczów Narodowych w katedrze wawelskiej i postanowił, że będzie to ostatni pochówek na Wawelu. W maju 1935 wydał jednak pozwolenie na złożenie zwłok marszałka Józefa Piłsudskiego w krypcie Świętego Leonarda, zastrzegając przy tym, iż jest to lokalizacja tymczasowa, a po przygotowaniu godniejszego miejsca w podziemiach katedry trumna zostanie tam przeniesiona.
W okresie międzywojennym pod jego rządami zbudowano w diecezji pięćdziesiąt nowych kościołów. Dwukrotnie zwoływał synod diecezjalny (w 1923 i 1938).
2 lutego 1939 poprosił papieża Piusa XI o zwolnienie z urzędu arcybiskupa metropolity ze względu na zaawansowany wiek i pogarszający się stan zdrowia. Po śmierci papieża ponowił prośbę u jego następcy Piusa XII podczas audiencji 19 kwietnia 1939. Papież zlecił ustosunkowanie się do tej prośby nuncjuszowi apostolskiemu w Polsce Filippowi Cortesiemu, jednak w trakcie oczekiwania na decyzję papieską, po namowach m.in. Józefa Becka, ze względu na zbliżającą się wojnę Sapieha 7 maja 1939 prośbę wycofał i wyraził gotowość kontynuowania posługi.

### Konflikt wawelski
U schyłku lat 30. pomiędzy władzami II Rzeczypospolitej a arcybiskupem Sapiehą wywiązał się tzw. konflikt wawelski. Dotyczył on przeniesienia 23 czerwca 1937 na polecenie arcybiskupa trumny Józefa Piłsudskiego z krypty Świętego Leonarda pod Wieżę Srebrnych Dzwonów na Wawelu. Ponieważ odbyło się to bez zgody władz państwowych, nastąpiły protesty społeczeństwa, polityków oraz wojska. Postulowano odebranie Sapiesze odznaczeń państwowych i wyłączenie Wawelu spod jego jurysdykcji. 24 czerwca tego roku arcybiskup skierował do prezydenta Ignacego Mościckiego pismo zawierające uzasadnienie decyzji o przeniesieniu trumny (wskazywał powody takie jak lepsze zabezpieczenie zwłok marszałka, a także ukrócenie procederu zakłócania powagi miejsca świętego przez tłumy oczekujące do krypty w celu nawiedzenia grobu Piłsudskiego), w efekcie czego oskarżony został o obrazę głowy państwa. Władze państwowe kilkakrotnie interweniowały u nuncjusza apostolskiego w Polsce Filippa Cortesiego oraz w Sekretariacie Stanu Stolicy Apostolskiej, domagając się ukarania Sapiehy. 11 lipca 1937 arcybiskup dyplomatycznie przeprosił prezydenta, co zakończyło sprawę.

### II wojna światowa
Podczas II wojny światowej, pod nieobecność przebywającego we Francji prymasa Augusta Hlonda, był faktycznym przywódcą Kościoła w Generalnym Gubernatorstwie (zwierzchnikiem Kościoła na terenach wcielonych do Rzeszy był bp Walenty Dymek) i jednym z przywódców narodu. Odrzucił możliwość opuszczenia Krakowa i Polski na czas okupacji. Po podziale archidiecezji wskutek włączenia części jej terenów do III Rzeszy a części do Generalnego Gubernatorstwa miał zakaz przebywania na terenach zaanektowanych przez Niemców.
Już w końcu sierpnia 1939 podjął decyzję o ewakuacji najcenniejszych dzieł sztuki z Wawelu i ukryciu ich m.in. w Pałacu Arcybiskupim. 3 listopada 1939 otrzymał od władz okupacyjnych zakaz wstępu na Wawel, a 9 listopada przekazał klucze Wawelu posłańcowi generalnego gubernatora Hansa Franka.
Przez cały okres okupacji był organizatorem i koordynatorem zinstytucjonalizowanej pomocy dla ofiar wojny oraz poszkodowanych w wyniku działań zbrojnych. Tuż po wybuchu wojny, 4 września 1939, powołał Obywatelski Komitet Pomocy z sekcjami: charytatywną, gospodarczą i sanitarną. Komitet ten działał do chwili rozwiązania go przez władze niemieckie w sierpniu 1940. Na rzecz komitetu Sapieha przekazał darowiznę finansową z własnych funduszy. Wspomagał działalność Rady Głównej Opiekuńczej (RGO), jedynej formalnie uznanej przez Niemców (29 maja 1940) polskiej organizacji charytatywnej. W jej skład weszli członkowie dawnego Caritasu oraz Zygmunt Augustyński, red. nacz. „Gazety Ludowej”, który osobiście składał sprawozdania z jej działalności. Sapieha nie był wprawdzie oficjalnie jej członkiem, ale sprawował nad nią duchowe kierownictwo i nadzorował jej inicjatywy, a także pośredniczył w pozyskiwaniu przez nią środków pomocy materialnej. Na jego prośbę Stolica Apostolska przekazała RGO darowiznę pieniężną, za którą następnie – także dzięki zabiegom Sapiehy – nuncjatura apostolska w neutralnym Bernie zakupiła żywność, odzież i leki przeznaczone do rozdysponowania przez RGO.
18 grudnia 1940 roku zainicjował akcję pomocy więźniom niemieckiego obozu Auschwitz. Więźniowie otrzymali z okazji świąt Bożego Narodzenia około 6 tysięcy kilogramowych paczek.
Wielokrotnie apelował do władz okupacyjnych oraz podejmował próby interwencji w sprawie traktowania ludności polskiej pod okupacją. Działania te nie przyniosły realnego efektu w postaci zmiany postępowania władz niemieckich, jednak były jawnym świadectwem postawy arcybiskupa wobec wojny oraz jego odwagi. 2 listopada 1942 wystosował do generalnego gubernatora Hansa Franka list sprzeciwiający się terrorowi stosowanemu przez okupanta wobec Polaków, wspominając w liście także o żydach, którzy byli mordowani przez rozpijanych polskich junaków przeznaczonych do budowy dróg (Baudienstjugend). Według relacji Sapiehy sceny te sfilmowano i rozpowszechniano film jako dowód znęcania się Polaków nad żydami, co wywołało oddźwięk za granicą. W czerwcu 1943 był inicjatorem ogłoszenia przez Komisję Episkopatu Polski orędzia do władz Generalnego Gubernatorstwa odnośnie do ograniczania swobód Polaków. 9 listopada 1943 ponownie skierował do gubernatora Franka list w tej sprawie. 17 grudnia 1943 odbył konferencję z szefem rządu Generalnego Gubernatorstwa Josefem Bühlerem oraz wyższym dowódcą SS i policji Wilhelmem Koppe, podczas której poruszył kwestię częstego stosowania przez Niemców metody odpowiedzialności zbiorowej wobec ludności polskiej. 27 marca 1944 ogłosił odezwę w sprawie masowych rzezi Polaków dokonywanych przez Ukraińską Powstańczą Armię w porozumieniu z Niemcami na wschodnich kresach Generalnego Gubernatorstwa. 5 kwietnia 1944 odbył jedyne w czasie okupacji spotkanie z generalnym gubernatorem Hansem Frankiem, podczas którego gubernator domagał się od niego oficjalnego wystąpienia antybolszewickiego. 2 sierpnia 1944 interweniował w sprawie uznania Krakowa za miasto otwarte, co miało ocalić je od zniszczenia podczas działań wyzwoleńczych.
Współpracował z rządem RP na uchodźstwie i uzyskiwał od niego pomoc materialną. Od początku do zakończenia działań wojennych prowadził stale tajną korespondencję ze Stolicą Apostolską, referując problemy Kościoła i ludności polskiej, i prosząc o wsparcie. Pięciokrotnie pisał do papieża Piusa XII, sugerując konieczność otwartego potępienia niemieckiego terroru przez Kościół.
Zlecił udzielać potajemnie chrztu Żydom i wydawać im fałszywe metryki. Polecenie to podtrzymał po zakazaniu przez okupanta tej praktyki w 1942. Gdy w 1941 władze niemieckie rozwiązały oficjalne seminarium duchowne w Krakowie, zorganizował struktury seminarium podziemnego.

### Tuż po zakończeniu II wojny światowej
Jeszcze przed zakończeniem wojny interesował się kształtem odradzającego się państwa polskiego oraz miejscem i rolą Kościoła w tym państwie. Podczas obrad konferencji jałtańskiej był przez członków delegacji amerykańskiej wskazywany jako kandydat do Rady Prezydenckiej (której zadaniem miało być zorganizowanie akceptowanego przez wszystkich obywateli rządu tymczasowego), a po upadku koncepcji utworzenia Rady, jako ewentualny uczestnik – obok Edwarda Osóbki-Morawskiego, Wincentego Witosa, Stanisława Mikołajczyka, Stanisława Grabskiego – rozmów na temat sytuacji wewnętrznej w Polsce, jakie następnie odbyły się bez jego udziału w Moskwie (tzw. konsultacje moskiewskie).
17 marca 1945 odbył w Krakowie spotkanie z generałem broni Michałem Rolą-Żymierskim, ministrem obrony narodowej w Rządzie Tymczasowym Rzeczypospolitej Polskiej. Przekazał ministrowi uwagi na temat sposobu przeprowadzenia reformy rolnej oraz gospodarki finansami.
24 marca 1945 pod jego patronatem i z jego inicjatywy rozpoczęto wydawanie „Tygodnika Powszechnego”.
Ze względu na nieobecność w Polsce prymasa Hlonda na dzień 25 czerwca 1945 osobiście zwołał do Częstochowy pierwsze po II wojnie światowej zebranie episkopatu i przewodniczył jego obradom. 3 lipca tego roku odwiedził obóz koncentracyjny w Oświęcimiu. Pod koniec lipca tego roku przekazał pełnię władzy w Kościele polskim prymasowi Hlondowi. 25 sierpnia 1945 ponownie powołał zlikwidowany po wybuchu wojny Caritas i stanął na jego czele. Jako przewodniczący Caritasu w latach 1945–1950 uzyskał na jego potrzeby pomoc od 27 zagranicznych instytucji charytatywnych. 15 września 1945 zaakceptował deklarację ideową organizacji Wolność i Niezawisłość. 7 listopada 1945 złożył w Sądzie Apelacyjnym w Krakowie zeznania dla Międzynarodowego Trybunału Wojennego.

### Kardynał – ostatnie lata posługi i stanowisko wobec władz Polski Ludowej
18 lutego 1946 został mianowany przez papieża Piusa XII kardynałem. Kapelusz kardynalski otrzymał z rąk papieża 23 lutego 1946 w bazylice św. Piotra na Watykanie. Na kościół kardynalski papież przeznaczył mu kościół Santa Maria Nuova na Forum Romanum. Po powrocie z uroczystości do Krakowa został owacyjnie powitany przez tłumnie zgromadzoną społeczność miasta, od dawna wyczekującą obdarzenia go godnością kardynalską. 24 października 1946 papież Pius XII nadał mu nadzwyczajne uprawnienia ordynariusza dla duchowieństwa i wiernych obrządku greckokatolickiego w niektórych diecezjach.
Po zerwaniu 12 września 1945 przez polskie władze państwowe konkordatu uczestniczył w posunięciach zmierzających do normalizacji relacji państwo-Kościół. W maju 1947 reprezentował w tej sprawie polski episkopat na rozmowach ze Stolicą Apostolską w Rzymie. 23 kwietnia 1948 wraz z prymasem Hlondem przesłał list do prezydenta Bolesława Bieruta, poruszający kwestię potrzeby rozmów między państwem a Kościołem. W czerwcu tego roku ponownie wyjechał do Rzymu, aby podjąć starania na rzecz powołania eksperta do spraw stosunków między Watykanem a Polską. Jednocześnie otrzymał od papieża Piusa XII zapewnienie, iż Stolica Apostolska nie kwestionuje granic polskich po II wojnie światowej, a więc przynależności Ziem Zachodnich i Północnych do Rzeczypospolitej.
Po śmierci prymasa Hlonda papież Pius XII 5 listopada 1948 rozszerzył nadzwyczajne uprawnienia kardynała Sapiehy w stosunku do duchowieństwa i wiernych greckokatolickich na wszystkie diecezje polskie. W grudniu 1948 kardynał Sapieha wystosował do prezydenta Bieruta memoriał, w którym sprzeciwił się posunięciom władzy państwowej takim jak likwidacja szkół katolickich, utrudnianie i ograniczanie posługi duszpasterskiej chorym i więźniom, niszczenie prasy katolickiej, indoktrynacja obywateli oraz szkalowanie duchowieństwa i hierarchii kościelnej. 4 stycznia 1949 nowy prymas arcybiskup Stefan Wyszyński, dotychczasowy biskup diecezjalny lubelski, złożył na jego ręce przysięgę.
W styczniu 1950 ponownie był inspiratorem i autorem lub współautorem listów protestacyjnych do prezydenta Bieruta, potępiających szykanowanie Kościoła w Polsce, zwłaszcza represje wobec Caritasu. 6 marca 1950, obawiając się postępującej radykalizacji form prześladowania Kościoła, spisał oświadczenie:

W razie gdybym był aresztowany stanowczo niniejszym ogłaszam, że wszelkie moje złożone tam wypowiedzi, prośby i przyznania są nieprawdziwe. Nawet, gdyby one byłyby wygłaszane wobec świadków, podpisane, nie są one wolne i nie przyjmuję je za swoje.

W trakcie czterdziestoletniej posługi biskupiej kardynał Sapieha angażował się mocno w działalność Konferencji Episkopatu Polski, gdzie aktywnie pracował w kilku komisjach, m.in.: Komisji Prawnej, Komisji Prasowej, Komisji Zakładów Dobroczynnych, Komisji Wizytowania w Szkole, Komisji do spraw Beatyfikacji i Kanonizacji, Komisji do spraw Akcji Katolickiej, Komisji do spraw Laikatu. Był przewodniczącym Komisji Ogólnej, Komisji Szkolnej (w latach 1932–1947) oraz Komisji dla Spraw Charytatywnych (od 1945).
W lipcu 1950 poważnie zachorował. W październiku tego roku przeszedł zawał serca. Po chwilowej poprawie stanu zdrowia w pierwszych miesiącach 1951 powrócił do aktywności duszpasterskiej. 19 kwietnia 1951 po raz ostatni przewodniczył mszy świętej. 3 maja tego roku przekazał rządy w archidiecezji wikariuszowi generalnemu, arcybiskupowi Eugeniuszowi Baziakowi, który jako arcybiskup metropolita lwowski obrządku łacińskiego na wygnaniu od 23 marca 1951 był formalnie – przy zachowaniu swoich dotychczasowych funkcji – biskupem koadiutorem kardynała Sapiehy. 10 maja 1951 Sapieha odbył ostatnie spotkanie z prymasem Wyszyńskim.
Zmarł 23 lipca 1951 w osiemdziesiątym czwartym roku życia, pięćdziesiątym ósmym roku kapłaństwa i czterdziestym roku sprawowania władzy biskupiej. Jego pogrzeb odbył się 28 lipca tego roku pod przewodnictwem prymasa Wyszyńskiego i stanowił manifestację pamięci i wdzięczności wiernych oraz duchowieństwa dla posługi kardynała Sapiehy. Pochowany został w katedrze wawelskiej, w krypcie pod Konfesją Świętego Stanisława.

## Związki z Karolem Wojtyłą (Janem Pawłem II)
1 listopada 1946 kardynał Adam Stefan Sapieha wyświęcił na kapłana w kaplicy Pałacu Arcybiskupiego w Krakowie Karola Wojtyłę, przyszłego metropolitę krakowskiego i papieża. Uprzednio podjął decyzję o przyśpieszeniu terminu jego święceń kapłańskich, aby wysłać go na studia specjalistyczne do Rzymu na Papieskie Ateneum Angelicum.
Pierwsze spotkanie Sapiehy z Wojtyłą nastąpiło 6 maja 1938, gdy arcybiskup odbywał wizytację kanoniczną w Wadowicach, rodzinnej miejscowości późniejszego papieża. Osiemnastoletni Wojtyła witał wtedy Sapiehę w swojej parafii, metropolita wyraził natomiast zainteresowanie jego przyszłością zawodową. W 1942 Sapieha zdecydował o przyjęciu Wojtyły do podziemnego seminarium duchownego w Krakowie, a następnie sprawował nadzór nad jego formacją. Opinia Sapiehy sprawiła, iż Wojtyła po otrzymaniu święceń kapłańskich porzucił ostatecznie powzięty wcześniej plan wstąpienia do zakonu karmelitów bosych.
Jan Paweł II uważał kardynała Sapiehę za swój autorytet, co wielokrotnie osobiście podkreślał, wspominając jego postać, np. 16 czerwca 1999 w Krakowie podczas VII Pielgrzymki do Polski, gdy mówił z okna Pałacu Arcybiskupiego:

Tutaj stoi pomnik kardynała, przed Franciszkanami. Książę niezłomny... A ja mam jeszcze w pamięci jego twarz, jego rysy, jego słowa, jego powiedzenia [...]. Lata płyną naprzód, już wielu nie pamięta księcia kardynała Adama Stefana Sapiehy. Ci, którzy pamiętają tak jak ja, mają obowiązek przypominać, aby ta wielkość trwała i tworzyła przyszłość narodu i Kościoła na tej polskiej ziemi. Bóg Ci zapłać, Księże Kardynale, za to, czym byłeś dla nas, dla mnie, dla wszystkich Polaków strasznego okresu okupacji. Bóg Ci zapłać.

## Odznaczenia i wyróżnienia
Zarządzeniem z 24 listopada 1936 prezydenta Ignacego Mościckiego został odznaczony Orderem Orła Białego. Wcześniej został uhonorowany Wielką Wstęgą Orderu Odrodzenia Polski (2 maja 1924), a także Krzyżem Komandorskim z Gwiazdą Orderu Odrodzenia Polski – „za wielką i ofiarną działalność filantropijną w czasie wojny" (29 grudnia 1921), którego nie przyjął.
W 1901 otrzymał papieski krzyż Pro Ecclesia et Pontifice. Został również odznaczony dwoma austriackimi odznaczeniami: w 1908 Krzyżem Komandorskim z Gwiazdą Orderu Franciszka Józefa, a w 1917 Orderem Korony Żelaznej.
Tytuł doktora honoris causa przyznały mu Wydział Teologiczny Uniwersytetu Jagiellońskiego (1926) i Katolicki Uniwersytet Lubelski (1949).
W 1914 otrzymał godność c. k. tajnego radcy wraz z uwolnieniem od taksy. Był honorowym obywatelem Gorlic (1916), Nowego Sącza (1916), Oświęcimia (1929) i Krakowa (1937).
W 1915 otrzymał Nagrodę Fundacji Erazma i Anny Jerzmanowskich przyznaną przez Polską Akademię Umiejętności.
W 1975 r. kard. Karol Wojtyła na skwerze przed Bazyliką Franciszkanów w Krakowie odsłonił pomnik kard. Adama Sapiehy „Księcia Niezłomnego”, autorstwa Augusta Zamoyskiego.
W 2001 w parku im. Henryka Jordana w Krakowie odsłonięto popiersie kard. Adama Stefana Sapiehy zrealizowane w ramach projektu Słynni Polacy XX w. W 2017 z okazji 150 rocznicy jego urodzin Poczta Polska wprowadziła do obiegu poświęconą mu kartkę pocztową.
Imię kard. Adama Sapiehy otrzymały następujące placówki oświatowe i charytatywne:
- Szkoła Podstawowa nr 156 w Krakowie-Czyżynach (1992 r.)[40]
- Dom Śląski w Schronisku dla Niepełnosprawnych w Radwanowicach (1993 r.)[41]
- Warsztaty Terapii Zajęciowej Fundacji im. Brata Alberta w Chełmku (2002 r.)[42]
- Katolicki Dom Kultury w Krakowie (2004 t.)[43]
- Samorządowy Zespół Szkół w Bobrku[44]
- Zespół Szkół Rzemiosła i Przedsiębiorczości w Krakowie (2018 r.)[45]

## Genealogia
| Prapradziadkowie                         | książę Józef Sapieha (1737–1792) ∞1761 księżna Teofila Strzeżysława Jabłonowska (1742–1816)  | hrabia Andrzej Hieronim Zamoyski (1716–1792) ∞1768 księżna Konstancja Czartoryska (1742–1797) | hrabia Andrzej Hieronim Zamoyski (1716–1792) ∞1768 księżna Konstancja Czartoryska (1742–1797) | książę Adam Kazimierz Czartoryski (1734–1823) ∞1761 Izabela Elżbieta Flemming (1746–1835)    | książę Hieronim Janusz Sanguszko (1743–1812) ∞1767 hrabina Cecylia Urszula Potocka (1747–1772)     | książę Józef Klemens Czartoryski (1740–1810) ∞1778 księżna Dorota Barbara Jabłonowska (1760–1844)  | książę Józef Klemens Czartoryski (1740–1810) ∞1778 księżna Dorota Barbara Jabłonowska (1760–1844)  | książę Józef Lubomirski (1749–1817) ∞1776 Ludwika Sosnowska (1751–1836)                            |
| Pradziadkowie                            | książę Aleksander Antoni Sapieha (1773–1812) ∞1794 hrabina Anna Jadwiga Zamoyska (1772–1859) | książę Aleksander Antoni Sapieha (1773–1812) ∞1794 hrabina Anna Jadwiga Zamoyska (1772–1859)  | hrabia Stanisław Kostka Zamoyski (1775–1856) ∞1798 księżna Zofia Czartoryska (1778–1837)      | hrabia Stanisław Kostka Zamoyski (1775–1856) ∞1798 księżna Zofia Czartoryska (1778–1837)     | książę Eustachy Erazm Sanguszko (1768–1844) ∞1798 księżna Klementyna Czartoryska (1780–1852)       | książę Eustachy Erazm Sanguszko (1768–1844) ∞1798 księżna Klementyna Czartoryska (1780–1852)       | księżna Teresa Czartoryska (1785–1868) ∞1807 książę Henryk Lubomirski (1777–1850)                  | księżna Teresa Czartoryska (1785–1868) ∞1807 książę Henryk Lubomirski (1777–1850)                  |
| Dziadkowie                               | książę Leon Ludwik Sapieha (1803–1878) ∞1825 hrabina Jadwiga Klementyna Zamoyska (1806–1890) | książę Leon Ludwik Sapieha (1803–1878) ∞1825 hrabina Jadwiga Klementyna Zamoyska (1806–1890)  | książę Leon Ludwik Sapieha (1803–1878) ∞1825 hrabina Jadwiga Klementyna Zamoyska (1806–1890)  | książę Leon Ludwik Sapieha (1803–1878) ∞1825 hrabina Jadwiga Klementyna Zamoyska (1806–1890) | książę Władysław Hieronim Sanguszko (1803–1870) ∞1829 księżna Izabela Maria Lubomirska (1808–1890) | książę Władysław Hieronim Sanguszko (1803–1870) ∞1829 księżna Izabela Maria Lubomirska (1808–1890) | książę Władysław Hieronim Sanguszko (1803–1870) ∞1829 księżna Izabela Maria Lubomirska (1808–1890) | książę Władysław Hieronim Sanguszko (1803–1870) ∞1829 księżna Izabela Maria Lubomirska (1808–1890) |
| Rodzice                                  | książę Adam Stanisław Sapieha (1828–1903) ∞1852 księżna Jadwiga Sanguszko (1830–1918)        | książę Adam Stanisław Sapieha (1828–1903) ∞1852 księżna Jadwiga Sanguszko (1830–1918)         | książę Adam Stanisław Sapieha (1828–1903) ∞1852 księżna Jadwiga Sanguszko (1830–1918)         | książę Adam Stanisław Sapieha (1828–1903) ∞1852 księżna Jadwiga Sanguszko (1830–1918)        | książę Adam Stanisław Sapieha (1828–1903) ∞1852 księżna Jadwiga Sanguszko (1830–1918)              | książę Adam Stanisław Sapieha (1828–1903) ∞1852 księżna Jadwiga Sanguszko (1830–1918)              | książę Adam Stanisław Sapieha (1828–1903) ∞1852 księżna Jadwiga Sanguszko (1830–1918)              | książę Adam Stanisław Sapieha (1828–1903) ∞1852 księżna Jadwiga Sanguszko (1830–1918)              |
| kardynał Adam Stefan Sapieha (1867–1951) |                                                                                              |                                                                                               |                                                                                               |                                                                                              | | | | |